# Rehdera trinervis
Rehdera trinervis là một loài thực vật có hoa trong họ Cỏ roi ngựa. Loài này được (S.F.Blake) Moldenke miêu tả khoa học đầu tiên năm 1935.